# Theodora Geertruida Maria van Kettler

Wapen Kettler

Theodora Geertruida Maria van Kettler erfvrouwe van Lage in 1643 (1613-1682) was een dochter van Willem Kettler tot Lage (1575-1627) en Elisabeth van Bronckhorst-Batenburg (1579-1639).
Zij trouwde op 27 september 1632 met Eustache III van Croÿ hertog van Croÿ, 6e graaf van Roeulx, baron van Beaurain, heer van Rosnée, Houdain, Warnecq en Diéval en gouverneur van Lille en Doornik uit het Huis Croÿ (1609-1653). Hij was de zoon van Claude de Croÿ-Roeulx (ca. 1569 - ca. 1636) graaf van Roeulx en heer van Creseques, Clarques en Rebecques en Anne D' Estourmel (ca. 1570 - ca. 1630) vrouwe van Guinegate. Uit haar huwelijk zijn de volgende kinderen geboren:
- Ferdinand Gaston Lamoral de Croÿ hertog van Croÿ en graaf van Roeulx (1640-1720). Van 1687 tot 1720 was hij Ridder in de Orde van het Gulden Vlies. Hij trouwde op 20 mei 1669 met Maria Anna Antoinette van Glymes (1650 - 30 augustus 1714). Zij was een dochter van Eugene van Glymes graaf van Grimbergen en baron van Arquennes (1620-1670) en Florentine Margaretha van Renesse van Elderen gravin van Warfusée (1620-1665). Uit zijn huwelijk is geboren:
  - Philips Frans van Croÿ hertog van Croÿ en graaf van Roeulx (1680-1713). Hij trouwde (1) in 1705 met Anna Margaretha Eugenie (Anna Margaretha) van La Tramerie markgravin van Forest (1685-1706). Hij trouwde (2) in 1708 met Louise Francesca van Hamale (1690-1720). Uit het eerste huwelijk is 1 kind geboren en zo ook uit het tweede huwelijk:
    - Anna Maria Louise Josepha Charlotte (Anna Maria) van Croÿ (1706-1792)
    - Ferdinand Gaston Joseph Alexander van Croy hertog van Croÿ en graaf van Roeulx (1709-1767)
- Philips Frans Albert de Croÿ hertog van Croÿ en markgraaf van Warneck (1645-1710). Hij trouwde in 1675 met Claudine Francesca van la Pierre du Fay vrouwe van Malderen (1660-1710). Zij was een dochter van Jacob Ferdinand van La Pierre baron van Fay en heer van Bousies en Haybes (1637-1677) en Maria Therese Deschamps De Kesselers vrouwe van Lippeloo (1640-1700).
- Catherine Françoise van Croÿ (gedoopt Sint-Maartenskerk, Rijsel 6 mei 1652 - Frankfurt am Main, 20 mei 1686 o.s.). Zij trouwde op 16/26 juni 1678 in Mechelen met vorst Walraad van Nassau-Usingen.

Wapen van Bronckhorst
Wapen Croÿ-Roeulx
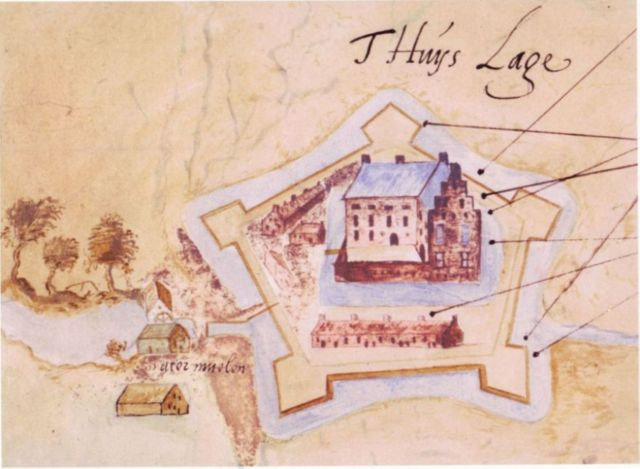
't Huys Lage (1626)
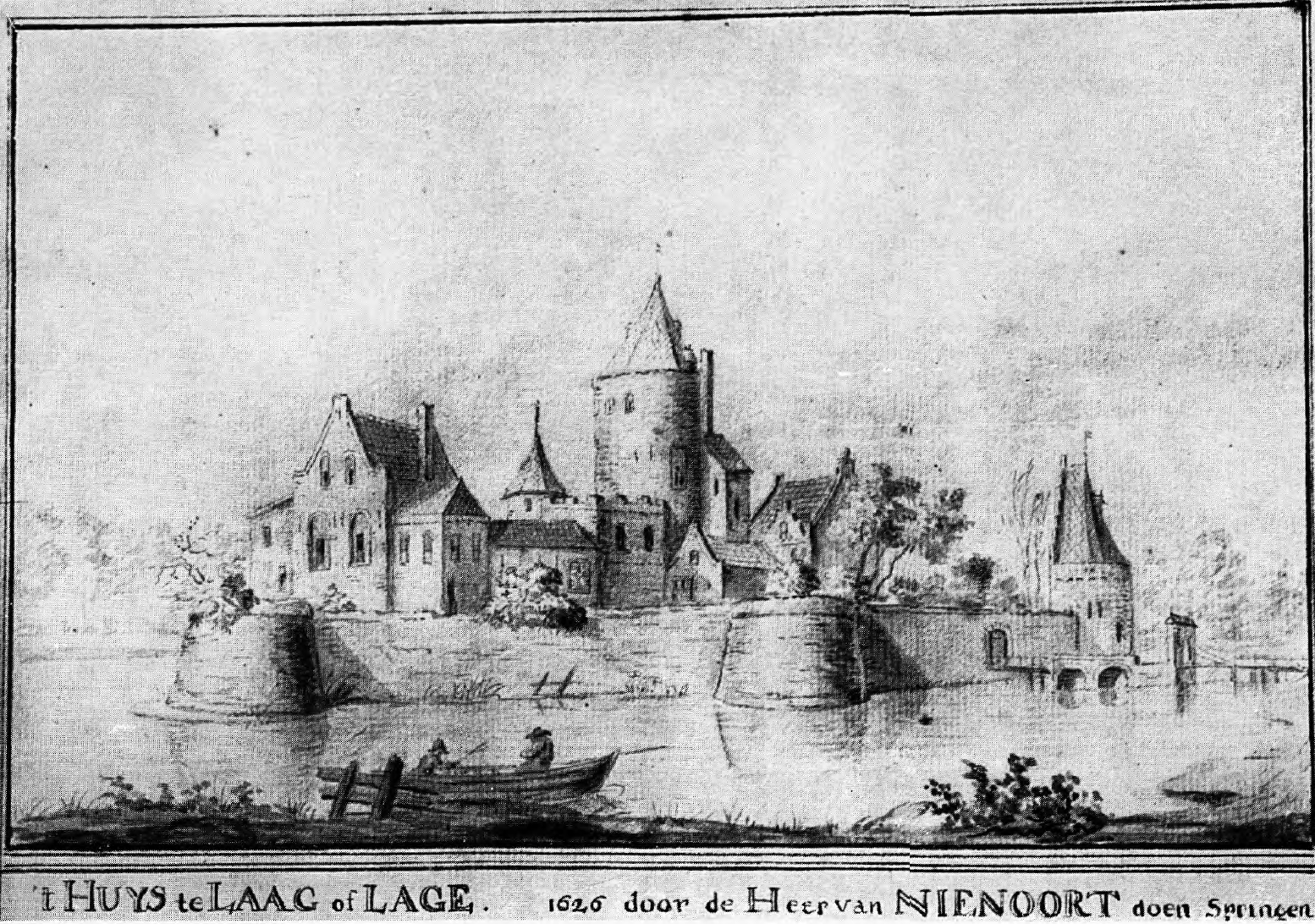
Tekening van Huis te Laag of Lage
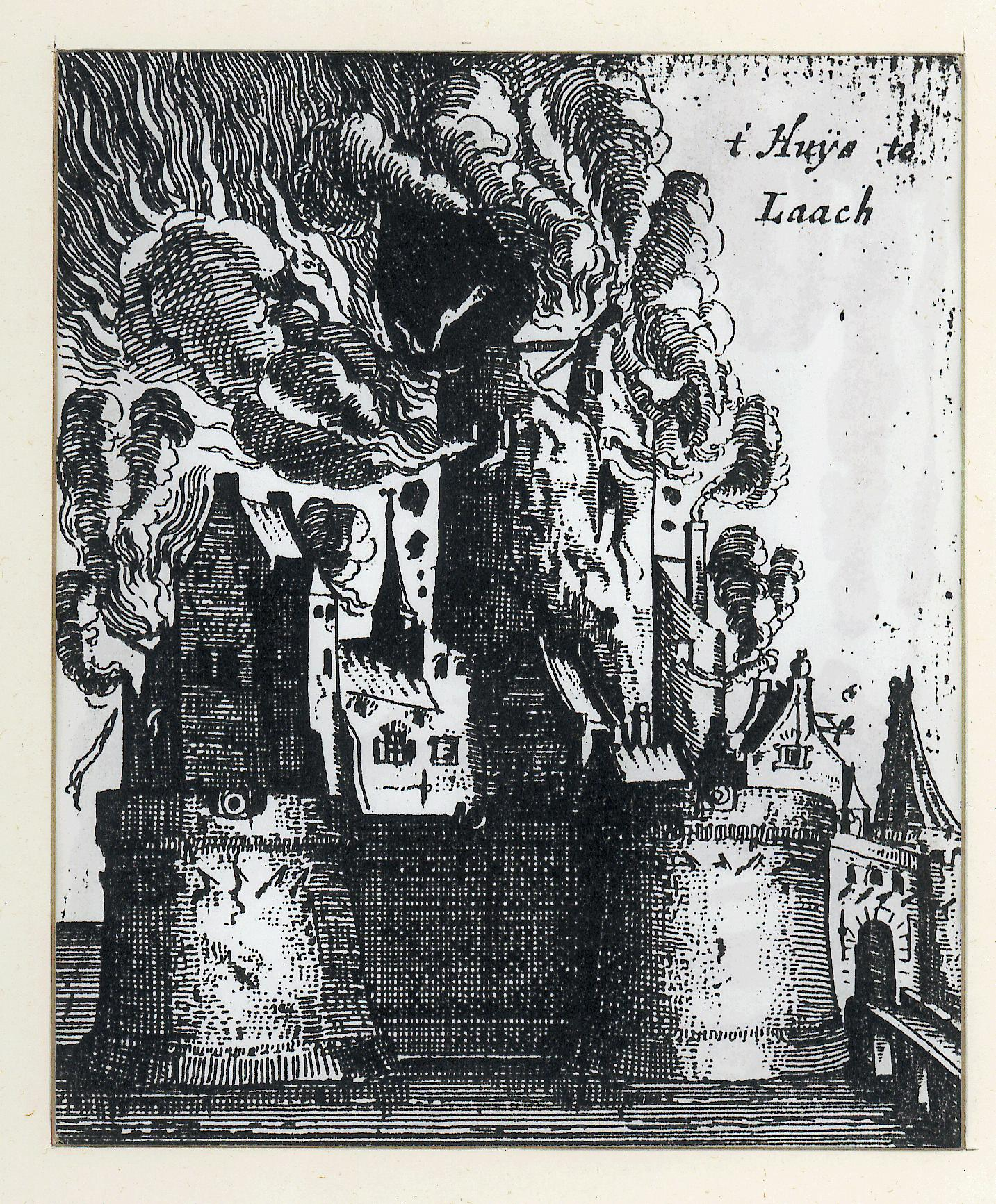
Verwoesting van de burcht Lage